# Sasa kogasensis
Sasa kogasensis är en gräsart som beskrevs av Takenoshin Nakai. Sasa kogasensis ingår i släktet sasabambu, och familjen gräs. Inga underarter finns listade i Catalogue of Life.